# Die Grille (1955)
Die Grille ist ein sowjetisches Filmmelodram von Samson Samsonow aus dem Jahr 1955. Es beruht auf der Novelle Flattergeist von Anton Tschechow.

## Handlung
St. Petersburg um 1900: Die oberflächliche Olga Iwanowna (nach Sofja Kuwschinnikowa) umgibt sich regelmäßig in ihrer Wohnung mit Malern, Musikern und Sängern, von denen sie sich gerne als Muse feiern lässt. Ihr Mann Dymow ist Arzt, bereitet seine Dissertation vor und hält sich bei den Treffen im Hintergrund. Seine Frau ignoriert ihn in Gesellschaften in der Regel und lässt ihn nur in Erscheinung treten, wenn die Gäste zu Tisch gebeten werden sollen. Dymow erträgt die Launen Olgas stoisch – er versteht nichts von Kunst, glaubt aber, dass Dinge, für die andere ein Vermögen ausgeben würden, nicht „wertlos“ sein können.
Als neuen Gast in ihrem Zirkel begrüßt Olga eines Tages den aufstrebenden Maler Rjabowski (nach Issaak Lewitan). Er verliebt sich in sie, und als sie die Maler zu einer Reise an die Wolga begleitet, gesteht er ihr, dass er sie begehrt. Sie wird seine Geliebte und beide bleiben mehrere Monate zusammen, zerstreiten sich jedoch schon bald und Olga kehrt zu Dymow zurück. Der empfängt sie mit offenen Armen und berichtet ihr von seinem Dissertationsvorhaben. Zunächst interessiert schläft Olga kurze Zeit später bei Dymows Ausführungen ein. Bald fällt Olga in alte Muster zurück, gibt Gesellschaften und präsentiert wahlweise ihr Mal- oder Gesangstalent vor den Gästen. Als Dymow ihr eröffnet, erfolgreich promoviert zu haben, heuchelt sie nicht einmal Interesse.
Während Olga bald mit Selbstzweifeln kämpft, weil Rjabowski sie fallen lässt und sie eine dilettantische Künstlerin nennt, die viel eher Sängerin werden sollte, behandelt Dymow einen Jungen, der an Diphtherie erkrankt ist. Er steckt sich bei ihm an und der herbeigerufene Arzt und Freund Korosteljow sowie ein Spezialist erkennen bald, dass Dymow nicht geheilt werden kann. Erst durch die Klagen der Kollegen und Freunde Dymows erkennt Olga, dass ihr Mann auf seinem Gebiet als Koryphäe galt und sein Verlust auch ein herber Verlust für die Wissenschaft ist. Sie eilt an sein Krankenbett und beschwört ihn, dass beide noch lange gemeinsame Zeiten haben werden, doch ist Dymow bereits verstorben. Korosteljow resümiert, dass Dymow immer nur für andere da gewesen sei und niemand sich um ihn und seine Belange gekümmert habe; Dymow sei zu gut gewesen. Auf die Frage der Haushälterin, was nun werden solle, antwortet Korosteljow, dass das Übliche geschehen werde – die Häuslerinnen nehmen die Leichenwaschung vor und besorgen das Übrige.

## Produktion
Die Grille war das Regiedebüt von Samson Samsonow. Der Film kam am 10. Juni 1955 in die Kinos der Sowjetunion und am 15. Juni 1956 in die Kinos der DDR. Seine Fernsehpremiere in der DDR erlebte der Film am 3. August 1956 auf DFF 1. Icestorm brachte den Film im Dezember 2005 im Rahmen der Reihe Russische Klassiker auf DVD heraus.

## Synchronisation
Den Dialog der DEFA-Synchronisation schrieb Wolfgang Krüger, die Regie übernahm Albert Benohr.
| Rolle         | Darsteller             | Synchronsprecher   |
| ------------- | ---------------------- | ------------------ |
| Dymow         | Sergei Bondartschuk    | Fred Mahr          |
| Olga Iwanowna | Ljudmila Zjelikowskaja | Maria Rouvel       |
| Rjabowski     | Wladimir Druschnikow   | Gottfried Herrmann |
| Korosteljow   | Jewgeni Teterin        | Gerhard Bienert    |

## Kritik
Der film-dienst bezeichnete Die Grille als „melodramatische[…], farblich hervorragende[…], aber etwas langatmige[…] Verfilmung. […] Ein künstlerisch in allen Belangen überzeugender Film, in dessen Mittelpunkt der Realitätsverlust einer Frau steht, die sich ganz in ihre schillernde Traumwelt zurückgezogen hat.“

## Auszeichnungen
Auf den Internationalen Filmfestspielen von Venedig wurde Die Grille 1955 mit dem Silbernen Löwen sowie dem Leone d’Argento – Gran premio speciale della giuria ausgezeichnet. Ljudmila Zjelikowskaja wurde 1956 mit einem Jussi als Beste ausländische Darstellerin ausgezeichnet. Die Grille wurde zudem 1957 für einen BAFTA als Bester Film nominiert, konnte sich jedoch nicht gegen Gervaise von René Clément durchsetzen.